# Инженер-генерал-майор
Инженер-генерал-майор
Инженер-генерал-майор — военный чин в Русской императорской армии (военнослужащий, отвечающий за организацию инженерного обеспечения деятельности армейских формирований), а также в Корпусе инженеров путей сообщения (1809—1868), Корпусе горных инженеров (1834—1866) и Корпусе лесничих (1839—1867).
Основой чина в Русской императорской армии явилась должность инженер-генерал-майора, введённая генерал-фельдцейхмейстером П. И. Шуваловым в 1756 году.
Согласно высочайше утверждённому 2 (14) августа 1867 года Проекту временных правил о преобразовании из военного в гражданское устройство корпусов Путей сообщения, Лесного и Межевого, а также Телеграфного ведомства, присвоение чина инженер-генерал-майора прекратилось в Корпусе лесничих в 1867 году, в Корпусе инженеров путей сообщения — 1868 году, (в связи с переходом этих ведомств на гражданскую форму организации). В Корпусе горных инженеров присвоение этого чина прекратилось в 1866 году. Инженер-генерал-майоры этих ведомств после перехода на гражданскую форму организации могли, согласно их желанию, либо переименоваться в чин действительного статского советника, либо сохранить прежний военный чин.
Чин прекратил существование с 17 (30) декабря 1917 года — даты вступления в силу принятого Совнаркомом «Декрета об уравнении всех военнослужащих в правах».
В Вооружённых Силах СССР существовало аналогичное звание генерал-майора инженерно-технической службы, позже генерал-майор-инженер.
| младший воинский чин: Полковник (инженер) | Инженер-генерал-майор (Генерал-майор) | старший воинский чин: Инженер-генерал-лейтенант |

## Знаки различия
Для отличия чина в Корпусе инженеров путей сообщений полагались серебряные эполеты и на них одна золотая звездочка.